# 블랙 쉽
《블랙 쉽》(영어: Black Sheep)은 뉴질랜드에서 제작된 조너선 킹 감독의 2006년 코미디 공포 영화이다. 네이선 마이스터 등이 출연하였고, 필리파 캠벨 등이 제작에 참여하였다.

## 줄거리
소년 헨리는 아빠, 형 앵거스와 뉴질랜드 양 농장에 산다. 양목에 소질이 있는 헨리를 아빠가 칭찬하자 앵거스는 헨리가 좋아하던 양의 시체로 헨리를 놀래키는데, 마침 가정부 맥 부인이 아빠가 사고로 돌아가셨다고 알린다. 이후 헨리는 트라우마로 양을 두려워하게 된다.
15년 뒤 성인이 된 헨리는 본인 몫의 농장 유산을 앵거스에게 팔기 위해 집을 찾아 온다. 헨리는 모르고 있지만, 사실 앵거스는 유순한 초식 체질인 양들을 모진 육식 동물로 바꾸는 유전 변형 실험을 진행 중이다. 이곳에 잠입한 환경 운동가 익스피리언스와 그랜트는 실수로 변종 양을 풀어주고, 그랜트와 다른 양들이 물려 감염된다. 감염된 양이나 인간에게 물린 인간은 피에 굶주려 살육을 자행하는 반인반양으로 변해 버리게 된다.

## 출연진
- 네이선 마이스터
  - 닉 펜턴
- 대니엘 메이슨
- 피터 피니
  - 일라이 켄트
- 태미 데이비스
  - 샘 클라크
- 글레니스 레버스탬
- 탠디 라이트
- 올리버 드라이버
- 매슈 체임벌린
- 리처드 채프먼
- 루이스 서덜랜드
- 이언 하코트
- 제임스 애슈크로프트
- 믹 로즈
- 케빈 맥터크

## 기타 제작진
- 배역: 리즈 멀레인
- 미술: 킴 싱클레어
- 의상: 폴린 보킷